# Kraśniczyn (Lublin)
Pour les articles homonymes, voir Kraśniczyn.
Kraśniczyn (prononciation : [kraɕˈnit͡ʂɨn]) - (Yiddish: איזשביצע Izhbitz, Izhbitze) est un village polonais de la gmina de Kraśniczyn dans le powiat de Krasnystaw de la voïvodie de Lublin dans l'est de la Pologne.
Le village est le siège administratif (chef-lieu) de la gmina appelée gmina de Kraśniczyn.
Il se situe à environ 16 kilomètres au sud-est de Krasnystaw (siège du powiat) et 66 kilomètres au sud-est de Lublin (capitale de la voïvodie).
Le village comptait approximativement une population de 447 habitants en 2008.

## Histoire
De 1975 à 1998, le village est attaché administrativement à la Voïvodie de Chełm.

Depuis 1999, il fait partie de la nouvelle voïvodie de Lublin.